# Walgreen Peak
Walgreen Peak är en bergstopp i Antarktis. Den ligger i Västantarktis. Inget land gör anspråk på området. Toppen på Walgreen Peak är 570 meter över havet.
Terrängen runt Walgreen Peak är kuperad åt sydost, men åt nordväst är den platt. Trakten är obefolkad. Det finns inga samhällen i närheten.